# Bakili Muluzi
Elson Bakili Muluzi (Machinga, 17 de março de 1943) é um político malaviano. Foi presidente do Malawi de 1994 a 2004 e foi presidente do partido da Frente Democrática Unida (UDF) até 2009.